# Broholm Sogn

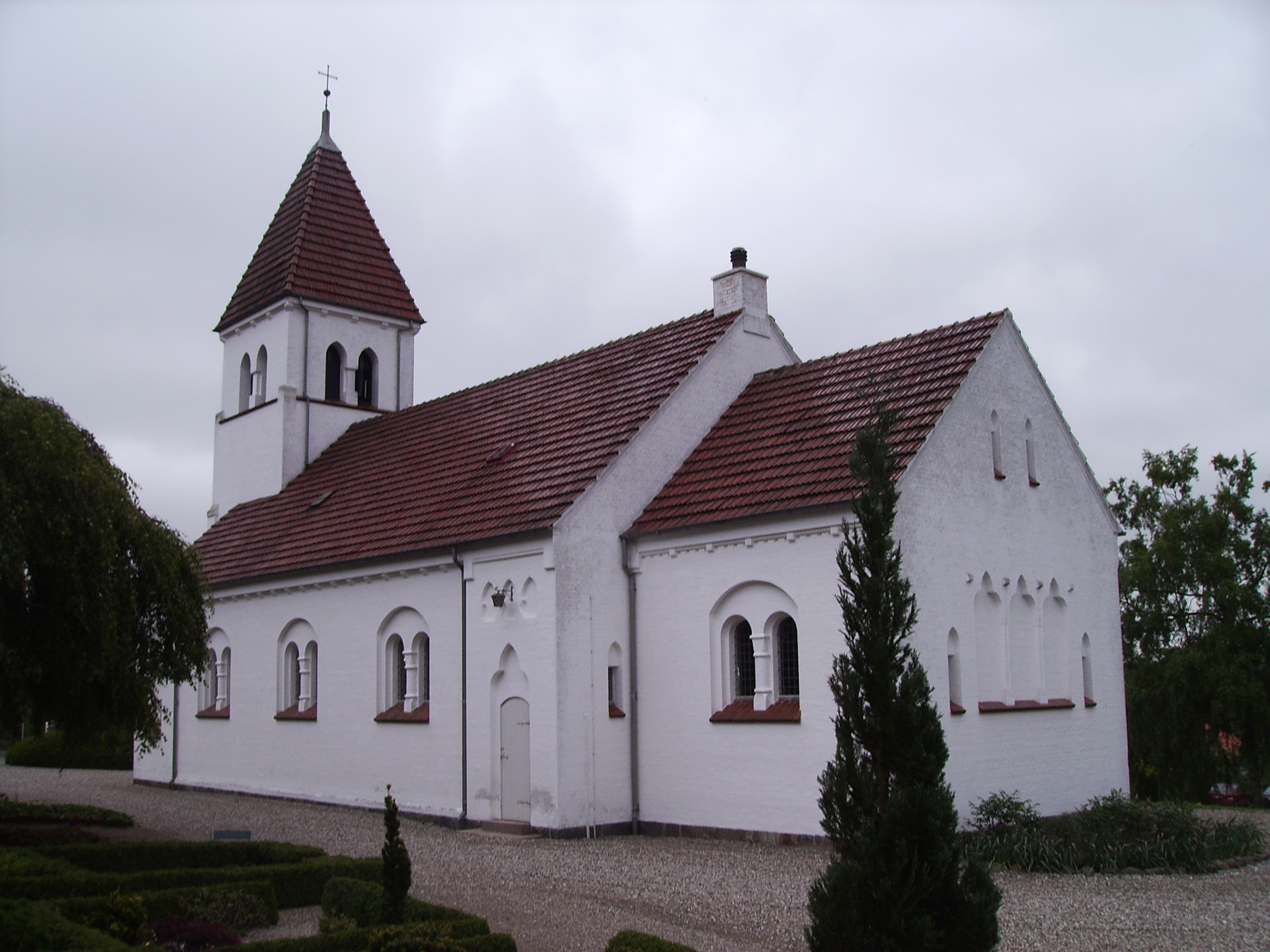
Broholm Kirke

Broholm Sogn ist eine Kirchspielsgemeinde (dän.: Sogn) auf der Insel Fyn (dt.: Fünen) im südlichen Dänemark. Bis 1970 gehörte sie zur Harde Odense Herred im damaligen Odense Amt, danach zur Tommerup Kommune im Fyns Amt, die im Zuge der  Kommunalreform zum 1. Januar 2007 in der Assens Kommune in der Region Syddanmark aufgegangen ist.
Im Kirchspiel leben 2652 Einwohner (Stand: 1. Januar 2023).
Im Kirchspiel liegt die Kirche „Broholm Kirke“.
Nachbargemeinden sind im Norden Vissenbjerg Sogn, im Westen Orte Sogn, im Süden Tommerup Sogn und im Südosten Brylle Sogn, ferner in der benachbarten Odense Kommune im Osten Brændekilde Sogn und im Nordosten Ubberud Sogn.